# ELTD1
EGF, atrofilin i sedam transmembranski domen 1 je protein koji je kod ljudi kodiran ELTD1 genom.

## Literatura
- Venter JC; Adams MD; Myers EW;  . (2001). „The sequence of the human genome”. Science. 291 (5507): 1304—1351. PMID 11181995. doi:10.1126/science.1058040.
- Strausberg RL; Feingold EA; Grouse LH;  . (2003). „Generation and initial analysis of more than 15,000 full-length human and mouse cDNA sequences”. Proc. Natl. Acad. Sci. U.S.A. 99 (26): 16899—16903. PMC 139241 . PMID 12477932. doi:10.1073/pnas.242603899.
- Clark HF; Gurney AL; Abaya E;  . (2003). „The secreted protein discovery initiative (SPDI), a large-scale effort to identify novel human secreted and transmembrane proteins: a bioinformatics assessment”. Genome Res. 13 (10): 2265—2270. PMC 403697 . PMID 12975309. doi:10.1101/gr.1293003.
- Bjarnadóttir TK; Fredriksson R; Höglund PJ;  . (2005). „The human and mouse repertoire of the adhesion family of G-protein-coupled receptors”. Genomics. 84 (1): 23—33. PMID 15203201. doi:10.1016/j.ygeno.2003.12.004.
- Gerhard DS; Wagner L; Feingold EA;  . (2004). „The status, quality, and expansion of the NIH full-length cDNA project: the Mammalian Gene Collection (MGC)”. Genome Res. 14 (10B): 2121—2127. PMC 528928 . PMID 15489334. doi:10.1101/gr.2596504.
- Liu T; Qian WJ; Gritsenko MA;  . (2006). „Human plasma N-glycoproteome analysis by immunoaffinity subtraction, hydrazide chemistry, and mass spectrometry”. J. Proteome Res. 4 (6): 2070—2080. PMC 1850943 . PMID 16335952. doi:10.1021/pr0502065.
- Kimura K; Wakamatsu A; Suzuki Y;  . (2006). „Diversification of transcriptional modulation: large-scale identification and characterization of putative alternative promoters of human genes”. Genome Res. 16 (1): 55—65. PMC 1356129 . PMID 16344560. doi:10.1101/gr.4039406.